# 장원영 (야구인)
장원영(1979년 11월 14일 ~ )은 두산 베어스의 전 투수이다. 1군 경기 없이 2002년 은퇴했다.

## 출신학교
- 경남상업고등학교
- 제주관광대학교

## 등번호
- 63 (2001~02)
- 11 (2006)